# Callicostella filescens
Callicostella filescens là một loài rêu trong họ Pilotrichaceae. Loài này được (Schimp. ex Besch.) A. Jaeger mô tả khoa học đầu tiên năm 1877.